# Корона (святая)

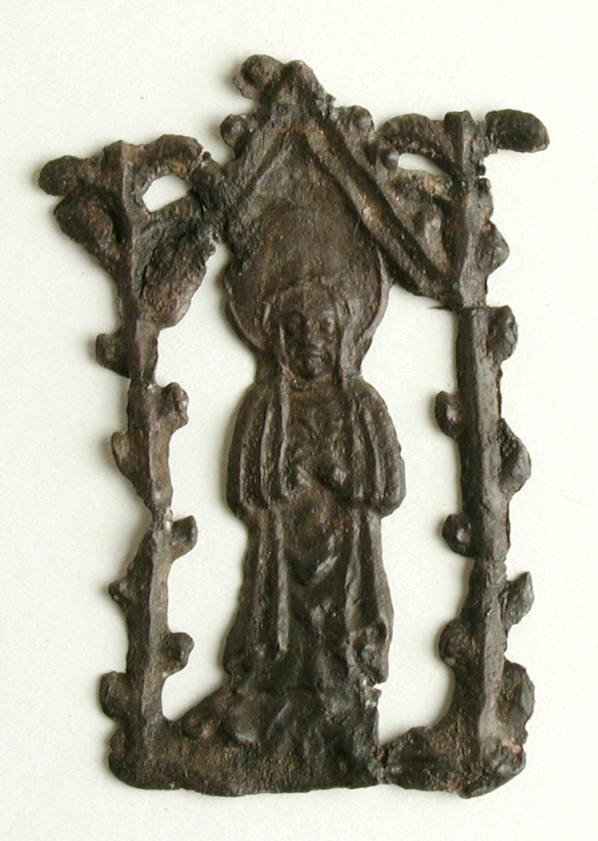
Св. Корона между двумя пальмами, значок паломника, ок. 1400, Фокке-музей, Бремен.

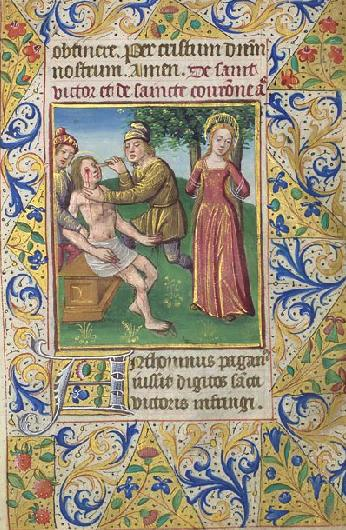
Мученичество святого Виктора. Рядом изображена святая Корона (миниатюра французского часослова, ок. 1480 года)

Коро́на (умерла ок. 170 года) — святая мученица сирийская. Дни памяти — 14 мая, 11 ноября.
Согласно ряду источников св. Корона вместе со св. Виктором Дамасским была убита в Сирии во время правления Марка Аврелия. Однако различные агиографические источники называют разные места, где эти святые претерпели мучения: помимо Дамаска, упоминаются Антиохия (согласно коптским источникам), Александрия и даже Сицилия. Имеются разногласия и относительно дат их мученичества. Имеются также мнения, что мученичество имело место при Антонине Пие или при Диоклетиане, в то время как Римский мартиролог утверждает, что мученичество имело место в III веке.

## Предание
Согласно преданию, в то время, как св. Виктор претерпевал мучения, шестнадцатилетняя супруга одного из его товарищей по службе по имени Корона утешала и вдохновляла его. За это святая была схвачена и допрошена. Согласно одному из преданий (его достоверность у некоторых вызывает сомнение), Корону привязали к двум пальмовым деревьям, пригнув их к земле, и после того, как стволы были отпущены, деревья, разогнувшись, разорвали тело мученицы.
В некоторых источниках утверждается, что Виктор и Корона были мужем и женой.

## Почитание
В трёх километрах от города Фельтре, на склонах горы Мьесна (Mount Miesna), была в 1096 году воздвигнута базилика Святых Виктора и Короны попечением крестоносцев из тех мест, вернувшихся из Первого крестового похода. В храме имеются фрески в стиле Джотто; здесь хранились мощи святых Виктора Дамасского и Короны — покровителей Фельтре. Оттон III около 1000 года перенёс мощи святой Короны в Аахен.
Святая Корона особо почитаема в Австрии и восточной Баварии. К ней обращаются в связи с суевериями относительно денежных средств, имеющими место в азартных играх и при поиске сокровищ.